# Programas computacionais para química quântica
Os programas computacionais para química quântica são utilizados em química computacional para implementar os métodos de química quântica. A maioria inclui o método de HF e alguns incluem os métodos pós-HF. Eles podem incluir DFT, mecânica molecular ou métodos semiempirícos. Os programas são normalmente grandes, com diversos programas independentes e complementares e que estão sendo desenvolvidos a vários anos, eles podem ser software livre ou software proprietário.